# قنبرة بادية مصرية
قنبرة بادية مصرية او قبرة الصحراء الموشمة الذنب (الاسم العلمي: Ammomanes cincturus) (بالإنجليزية: Bar-tailed Lark)، هو طائر ينتمي إلى قبرة (فصيلة: Alaudidae).

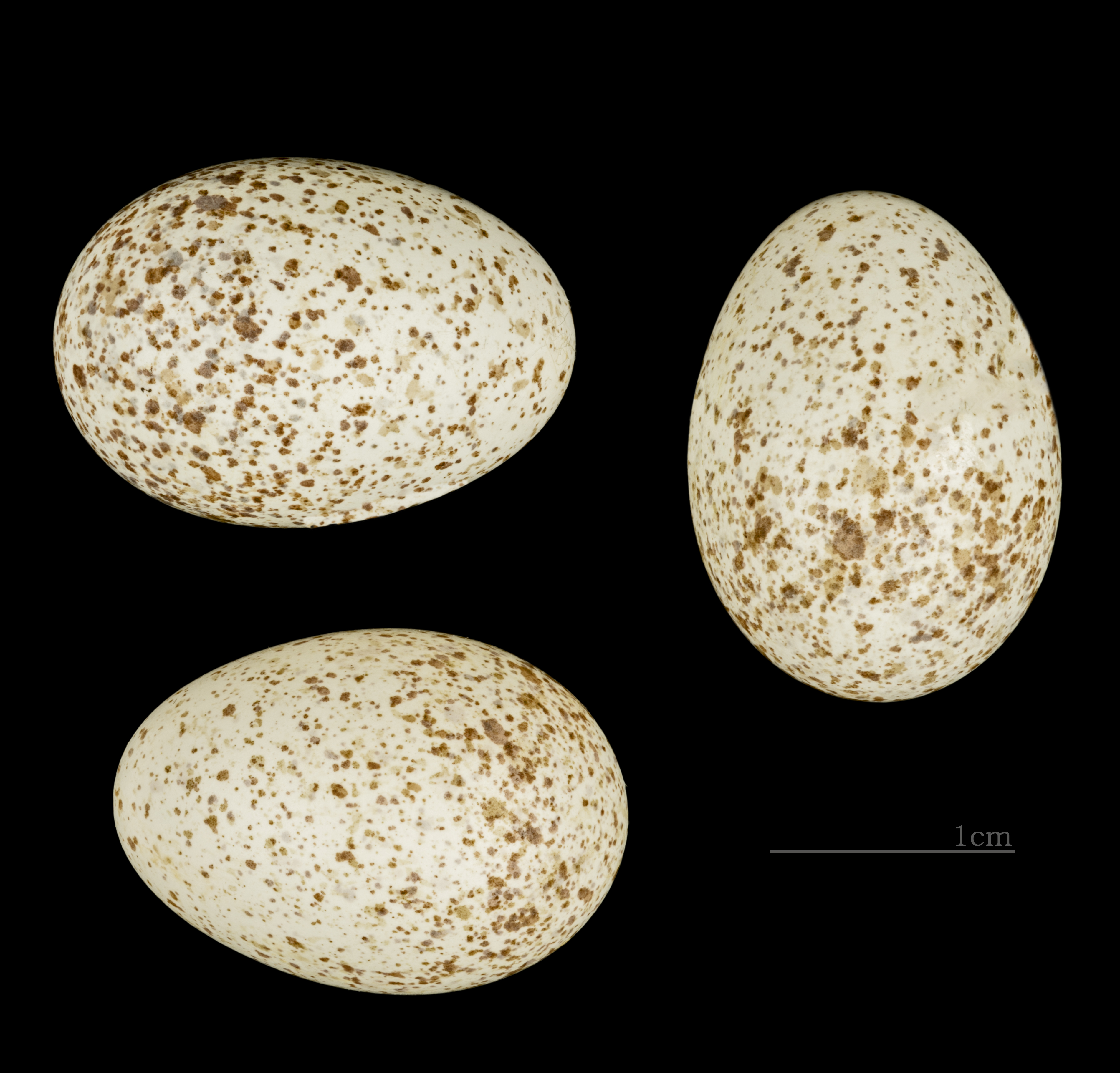
Ammomanes cincturus arenicolor